# Esther Stanhope
Lady Esther (ou Hester) Stanhope, née en 1776, morte dans la nuit du 23 au 24 juin 1839, est une aristocrate britannique devenue aventurière au Proche-Orient. Elle fut proclamée « reine de Palmyre » par des tribus de bédouins, avant de devenir une sorte de « prophétesse » dans le pays druze, au Liban. La Revue des deux Mondes de 1845 la décrit comme « reine de Tadmor, sorcière, prophétesse, patriarche, chef arabe, morte en 1839 sous le toit délabré de son palais ruineux, à Djîhoun, dans le Liban ».

## Biographie

### 1776-1810
Fille de Charles Stanhope et d'Hester (ou Esther) Pitt, Esther Stanhope est la nièce du Premier ministre britannique William Pitt.
Orpheline de mère, alors que son père dilapide la fortune familiale, elle passe une enfance aisée chez sa grand-mère, puis près de son oncle William Pitt, qu'elle côtoie à partir d'août 1803. Réputée pour sa beauté et son esprit, elle dirige la maison du Premier ministre. Elle s'éprend de Lord Granville Leveson-Gower, puis du parlementaire William Noel-Hill, puis du général Sir John Moore. William Pitt meurt dans ses fonctions le 23 janvier 1806 ; John Moore est mortellement blessé par l'armée française à La Corogne, le 16 janvier 1809.

### 1810-1818
Le 10 février 1810, elle quitte l'Angleterre, désargentée, avec ses domestiques et son médecin, également biographe, Charles Meryon. Elle visite la Turquie, puis la Grèce, puis l'Égypte, Gibraltar et le Proche-Orient (Jérusalem, Damas, Alep, Homs, Baalbeck et Palmyre). Refusant de porter le voile, elle s'habille en costume masculin. En mai 1810, elle devient la maîtresse de Michel Bruce (en), fils de Crawford Bruce, homme d'affaires et parlementaire britannique dont elle a fait la connaissance à Malte. Leur relation dure jusqu'au départ de Bruce pour Londres, en 1813.
En 1813, elle fait la connaissance du colonel Boutin, lors d'un dîner à l'ambassade anglaise du Caire. L'officier français mène des missions secrètes en Orient pour le compte de l'Empereur Napoléon en se faisant passer pour un archéologue. Tous deux se revoient en 1814 et noueront une forte amitié, achevée par le meurtre de Boutin près d'Alep, en juillet 1815. Lady Esther fera punir impitoyablement les habitants des villages soupçonnés.
Sur la base d'un manuscrit médiéval italien, découvert dans un monastère syrien, elle conduit de manière moderne une campagne de fouilles archéologiques à Ascalon en 1815, à la recherche d'un trésor. Autorisée par le pouvoir local, elle constitue les premières excavations dans la région palestinienne. Elle se démarque par sa volonté affichée de ne pas vouloir s'approprier les objets trouvés, allant jusqu'à briser une statue, soit pour empêcher qu'elle ne soit volée, soit par dépit. Cette attitude lui valut en son temps une réputation de folle mais celle-ci a été réévaluée positivement avec le temps.

### 1818-1839
En 1818, elle s'installe dans le couvent abandonné de Mar-Elias. En 1821, elle se retire à Djoun, également près de Saïda.
Au terme de nombreux voyages et aventures, lady Esther se fixe ainsi dans le pays druze. Selon Lamartine, le pacha de Saint-Jean-d'Acre, Abdallah Pacha, lui concède le village de Joun, où elle se fait construire, dans les hauteurs solitaires des montagnes du Liban, sur les restes d'un couvent, un palais-jardin. Elle s’y ruine, mais acquiert auprès des Druzes une réputation de « prophétesse ». Ceux-ci nomment l'endroit Dar-el-Sitt : la maison de la Dame.
Elle soutient la guérilla druze lors de la violente révolte du Hauran en 1837-1838 et aide le chef Chibli El-Arian dans sa lutte contre l'Égypte de Méhémet Ali.
Elle meurt dans la misère en juin 1839 de la phtisie.
Lamartine relate son dialogue avec elle, en 1832, au cours duquel elle décrit sa foi mêlant le christianisme et d'autres traditions proche-orientales. Elle est décrite comme « jeune, belle et riche », par Lamartine dans son Voyage en Orient publié en 1835 ; il écrit : « Les nombreuses tribus d'Arabes errants qui lui avaient facilité l'accès de ces ruines, réunis autour de sa tente, au nombre de quarante ou cinquante mille, et charmés de sa beauté, de sa grâce et de sa magnificence, la proclamèrent reine de Palmyre, et lui délivrèrent des firmans par lesquels il était convenu que tout Européen protégé par elle pourrait venir en toute sûreté visiter le désert et les ruines de Balbeck et de Palmyre, pourvu qu'il s'engageât à payer un tribut de mille piastres ». En tant que « reine de Palmyre », elle est considérée comme une nouvelle Zénobie.

## Mémoire de lady Stanhope
Lady Ester Stanhope est la source d’inspiration explicite du personnage d’Althestane Orlof dans le roman de Pierre Benoit La Châtelaine du Liban (1924). Le romancier la dépeint en espionne.

### Témoignage de première main
- (en) Charles Lewis Meryon, Memoirs of the Lady Hester Stanhope : as related by herself in conversations with her physician, comprising her opinions and anecdotes of some of the most remarquable persons of her time, Londres, H. Colburn, 1845 (lire en ligne)
- (en) Charles Lewis Meryon, Travels of Lady Hester Stanhope, forming the completion of her memoirs, Londres, H. Colburn, 1846 (lire en ligne)
- Alphonse de Lamartine, « Visite à lady Esther Stanhope », dans Voyage en Orient, 1835.
- Philarète Chasles, « Compte rendu du livre du médecin de lady Esther Stanhop », Revue des deux Mondes, t. 11,‎ 1845.

### Ouvrages d'étude
- William Chambers, Robert Chambers, Chambers's Pocket Miscellany, 1854.
- Richard Cortambert, Les Illustres voyageuses, ed. E. Maillet, 1866.
- Amélie Chevalier, Les voyageuses au XIXe siècle, Tours, Alfred Mame et fils, 1889.
- Catherine Lucy Wilhelmina Powlett Cleveland, The life and letters of Lady Hester Stanhope, London, J Murray, 1914.
- Paule Henry-Bordeaux, Lady Hester Stanhope en orient, Paris, Plon, 1924-1926.
- Martin Donisthorpe Armstrong, Lady Hester Stanhope, London; G Howe, 1927.
- Martin Armstrong, Lady Hester Stanhope, New York ; 1928.
- Basil Williams, Stanhope : a study in eighteenth-century war, Oxford, Clarendon Press ; 1932.
- Joan Haslip, Lady Hester Stanhope, London, Cobdon Sanderson, 1934.
- Maria Josepha von Fischer Poturzyn Kruck, Lady Hester Stanhope, Stuttgart, Deutsche Verlagsanstalt, 1936.
- Michael Bruce, The nun of Lebanon, London, Collins, 1951.
- Charles Roundell, Lady Hester Stanhope, London, Murray, 1909.
- Aubrey Newman, The Stanhopes of Chevening : a family biography, London : Macmillan et New York, St. Martin's P., 1969.
- Doris Leslie, The desert queen, London, Heinemann, 1972.
- John Basil Watney, Travels in Araby of Lady Hester Stanhope, London, Gordon Cremonesi, 1975.
- Maha Kheir Halabi, The life and travels of Lady Hester Stanhope, thèse de l'AUB (université américaine de Beyrouth), 1981.
- Alice Heneine, Lady Esther Stanhope et le Liban, série Les Voyageurs d'Orient (deux tomes), Dar Lahad Khater, 1983.
- Hartwig A Vogelsberger, The unearthly quest : Lady Hester Stanhope's legacy, Universität Salzburg ; 1987.
- Johannes Mayer, Philip Henry Lord Stanhope : der Gegenspieler Kaspar Hausers, Stuttgart, Urachhaus, vers 1988.
- Virginia Childs, Lady Hester Stanhope, London, Weidenfeld & Nicolson, vers 1990.
- T. Boissel, La vie extraordinaire de lady Stanhope, la vraie châtelaine du Liban, 1993.

### Romans inspirés d'Esther Stanhope
- Pierre Benoit, La Châtelaine du Liban, Paris, Albin Michel, 1924.
- Mary Stewart, The Gabriel hounds, New York, 1967 (roman inspiré de Hester Stanhope).
- Marie Seurat, ‘’ Mon Royaume de Vent. Souvenirs de Esther Stanhope.’’, Paris, Grasset, 1994.